# 小行星6671
小行星6671（6671 Concari）是一颗绕太阳运转的小行星，为主小行星带小行星。该小行星于1994年7月19日发现。

## 轨道参数
小行星6671的轨道半长轴为432 823 902 km，2.8932079 UA，离心率为0.155。